# Šiso
Šiso (Crna kopriva, šizo, lat. Perilla frutescens),  ljekovita je i jestiva biljka koja raste u Indiji, Nepalu, Kini, Japanu i Koreji. Pripada u prorodicu Lamiaceae. Ljekoviti odnosno jestivi su listovi i sjemenke biljke. Kod nas se ova biljka uzgaja najčešće tek kao ukras.

## Podrijetlo
Smatra se da biljka potječe iz Indije ili Kine. Udomaćila se i u Sjevernoj Americi.

## Opis
Perila je jednogodišnja biljka,visine do 90 cm.Listovi su nasuprotni,do 12 cm dugi,i do 8 cm široki,ovalni,na jednoj strani zašiljeni,nazubljenog ruba.Plodovi su sitni,slični sezamu.

## Kemijski sastav
Sadrži oko 25.2–25.7% lipida.
Biljka proizvodi periloksin,spoj koji inibira encim ciklooksigenazu.
Od znanih kemotipova biljke spomenimo, PA (vodeća komponenta: perila aldehidi,jedino se taj koristi u kulinarstvu). Drugi su kemotipovi PK (perila keton), EK (esholcia keton), PL (perilen), PP (fenilpropanodi: miristicin, dilapiol, elemicin), C (citral)  te tip bogat rosefuranom.
Perila keton je toksičan za neke životinje  ,prije svega krave i konje. Ovi   uzrokuju pulmonarne edeme,pojava se ponekad naziva perila toksikoza.
Oksim perilaldehida (perilartin) se u Japanu koristi kao umjetno sladilo,te je oko 2,000 puta slađi od sukroze.
Poseban okus purpurnog varijeteta biljke (šizo) posljedica je prisutnosti perila aldehida.

## Ljekovitost
Biljka se koristi u tradicionalnoj kineskoj i japanskoj medicini(Kampo), i to kod astme,kašlja,prehlade i bronhitisa,te povraćanja.U sjevernoj Indiji stabljike se koriste kao analgetik i antiabortiv.

## Jestivost
Sasvim mladi se listovi mogu jesti kao salata,dok se stariji mogu koristiti kao začin odnosno za bojenje hrane(purpurni varijetet).Iz sjemenki se dobiva kvalitetno jestivo ulje.

## Galerija
- P. frutescens
- P. frutescens
- P. frutescens
- P. frutescens
- P. frutescens, sjemenke

## Vanjske poveznice
- Perilla frutescens pfaf.org